# Powiat d'Oświęcim
Le powiat d'Oświęcim (en polonais, powiat oświęcimski) est une unité de l'administration territoriale et du gouvernement local dans la voïvodie de Petite-Pologne en Pologne, créée le 1er janvier 1999 à la suite de l'Acte de réorganisation du gouvernement local de 1998.
Il a une superficie de 406 km2. La population en 2024 est de 153 486 habitants, soit 378 hab./km2.
Cette région comprend le camp de concentration d'Auschwitz-Birkenau dirigé par l'Allemagne nazie.

## Division administrative
Le powiat comprend neuf communes ou gmina :
- une commune urbaine : Oświęcim ;
- quatre communes urbaines-rurales : Brzeszcze, Chełmek, Kęty et Zator ;
- quatre communes rurales : Osiek, Oświęcim, Polanka Wielka et Przeciszów.